# توني دانزا
توني دانزا (بالإنجليزية: Tony Danza)‏ هو ممثل أمريكي بدأ مسيرته الفنية سنة 1978.

## الأعمال

### أفلام
- كانونبول رن 2 (1984) (بدور: توني)
- تصادم (2004) (بدور: فريد)
- دون جون (2013)

### مسلسلات
- قارب الحب (1983)
- ذا براكتيس (1998) (بدور: تومي سيلفا)
- كينغ أوف ذا هيل (2000)
- فاميلي غاي (2001)
- أول ماي تشيلدرن (2005)
- مدينة واسعة (2016)

## روابط خارجية
- توني دانزا على موقع IMDb (الإنجليزية)
- توني دانزا على موقع روتن توميتوز (الإنجليزية)
- توني دانزا على موقع ألو سيني (الفرنسية)
- توني دانزا على موقع ميوزك برينز (الإنجليزية)
- توني دانزا على موقع أول موفي (الإنجليزية)
- توني دانزا على موقع قاعدة بيانات برودواي على الإنترنت (الإنجليزية)
- توني دانزا على موقع قاعدة بيانات برودواي على الإنترنت (الإنجليزية)
- توني دانزا على موقع قاعدة بيانات الأفلام السويدية (السويدية)
- توني دانزا على موقع إن إن دي بي (الإنجليزية)
- توني دانزا على موقع قاعدة بيانات الفيلم (الإنجليزية)
- توني دانزا على موقع بوكس ريك (الإنجليزية) (registration required)